# Harrijärvi (Karesuando socken, Lappland, 756901-179398)
Harrijärvi är en sjö i Kiruna kommun i Lappland och ingår i Torneälvens huvudavrinningsområde. Sjön har en area på 0,0615 kvadratkilometer och ligger 364 meter över havet. Harrijärvi ligger i Pessinki fjällurskog Natura 2000-område.

## Delavrinningsområde
Harrijärvi ingår i det delavrinningsområde (756975-179283) som SMHI kallar för Mynnar i Kelojoki. Medelhöjden är 372 meter över havet och ytan är 36,27 kvadratkilometer. Det finns inga avrinningsområden uppströms utan avrinningsområdet är högsta punkten. Kalteanoja som avvattnar avrinningsområdet har biflödesordning 4, vilket innebär att vattnet flödar genom totalt 4 vattendrag innan det når havet efter 373 kilometer. Avrinningsområdet består mestadels av skog (51 procent) och sankmarker (48 procent). Avrinningsområdet har 0,46 kvadratkilometer vattenytor vilket ger det en sjöprocent på 1,3 procent.